# Звездна величина
Звездната величина (накратко зв.в., също и блясък) е мярка за яркостта на небесните тела в астрономията. В астрономията се използват две различни скали за звездна величина: абсолютната, която се бележи се с буквата M (от латинското magnitudo – величина, големина), и видимата звездна величина, която се бележи с малкото m, а абсолютната – с главното M. Първото систематично (макар и неточно) определяне на звездната величина е въведено в древността от Хипарх.
Звездната величина се определя по логаритмична скала и всяка стъпка показва промяна на яркостта с коефициент, равен на корен пети от 100 ({\displaystyle {\sqrt[{5}]{100}}\,\approx \,2.512}). Например звезда със зв.в. 1m е точно 100 пъти по-ярка от звезда със зв.в. 6m. Колкото по-ярко изглежда обектът, толкова по-ниска е звездната му величина, като най-ярките обекти са с отрицателни стойности.

## Видове
Астрономите използват две основни дефиниции на величината:
- Видима звездна величина – е яркостта на даден обект, както изглежда в нощното небе, гледан от Земята. Видимата величина зависи от светлината, която обекта излъчва, и неговата отдалеченост от Земята. Колкото е по-голямо това разстояние, толкова повече излъчваната светлина се поглъща и разсейва от междузвездното пространство, с което се намалява нейната яркост.
- Абсолютна болометрична звезда величина – е равна на видимата звездна величина, която би имала звезда, отдалечена на 10 парсека (32,6 св. години) от Земята. За планетите и другите обекти в Слънчевата система, които реално отразяват светлината на Слънцето, за абсолютната звездна величина се взима видимата звездна величина на обект, по равно отдалечен на една астрономическа единица от наблюдателя и Слънцето.

За площни обекти (мъглявини, галактики) се използва и терминът „интегрална звездна величина“.

## Примери
Видима (относителна) звездна величина на някои обекти:
- Слънцето – -27m
- Сириус, най-ярката видима звезда в нощното небе – -1.46m
- Международната космическа станция (МКС) – достига максимум от -6.